# Омелянівка (Білогірський район)
Омеля́нівка (до 1948 — Джайтамгали, крим. Caytamğalı) — село Білогірського району Автономної Республіки Крим.

## Відомі люди
- Захаров Віталій Федорович (1923—2007) — радянський державний діяч, генерал-лейтенант міліції.
- Ліпко Сергій Вікторович (нар. 1994) — український стендап-комік, радіоведучий, сценарист.

## Історія
Поблизу Омелянівки виявлено залишки поселення і кургани доби бронзи.